# Königsegg-Rothenfels

Stemma dei signori di Rothenfels della casata di Montfort-Tettnang.

Königsegg-Rothenfels fu una contea tedesca del Sud-Ovest della Baviera, collocata a nord dell'Austria e ad Ovest del Baden-Württemberg. Essa venne creata dalla partizione di Königsegg nel 1622, e venne elevata a contea sette anni dopo. Appetito dall'Austria, fu garantito alla Baviera dalla Francia durante l'era napoleonica.

## Storia

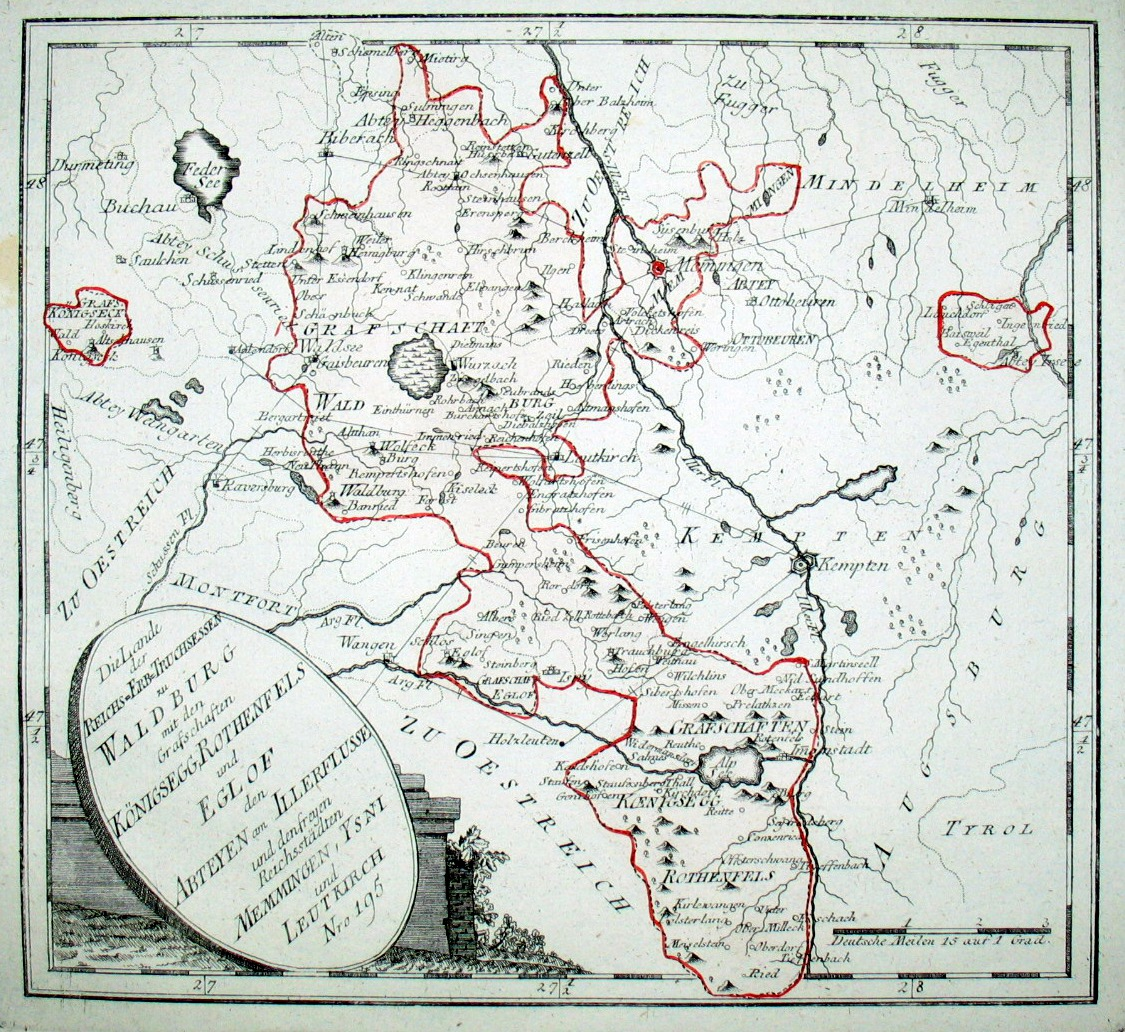
Mappa del XVIII secolo rappresentante i confini della contea di Königsegg-Rothenfels

La signoria di Rothenfels venne acquistata dalla famiglia Königsegg attorno al 1600 col relativo castello locale ed il palazzo cittadino di Immenstadt, costruito intorno al 1550 ed ampliato in un vero e proprio palazzo tra il 1595 e il 1620 dal barone Georg von Königsegg. I conti di Königsegg-Rothenfels vissero però per generazioni a Vienna, dove ebbero importanti incarichi presso la corte imperiale. Il conte Leopold Wilhelm von Königsegg-Rothenfels (1630–1694) svolse un ruolo chiave nella difesa di Vienna durante l'assedio dei turchi del 1683. Suo figlio Joseph Lothar von Koenigsegg-Rothenfels (1673–1751) comandò l'esercito imperiale in molte campagne come feldmaresciallo imperiale e presidente del consiglio di guerra della corte austriaca. Suo nipote Christian Moritz von Königsegg-Rothenfels fu sconfitto dai prussiani nel corso della Guerra dei sette anni nel 1757 in una battaglia vicino a Reichenberg. Il fratello di Christian Moritz, Maximilian Friedrich von Königsegg-Rothenfels, fu arcivescovo ed elettore di Colonia dal 1761 e anche principe-vescovo di Münster dal 1762 fino alla propria morte nel 1784.
Dopo il Reichsdeputationshauptschluss, il conte Franz Fidel decise di scambiare la contea di Rothenfels e gli altri suoi possedimenti nell'Algovia con gli Asburgo, ricevendo in cambio il feudo di Boros-Sebiş nel Regno d'Ungheria nel 1804 dove ancora oggi vivono i suoi discendenti. La contea venne però poi concessa alla Baviera nel 1805 con la pace di Presburgo durante le guerre napoleoniche.

## Baroni di Königsegg-Rothenfels (1622 - 1629)
- Hugo (1622 - 1629)

## Conti di Königsegg-Rothenfels (1629 - 1804)
- Hugo (1629 - 1666)
- Leopold Wilhelm (1666 - 1694)
- Sigmund Wilhelm (1694 - 1709)
- Albert Eusebius (1709 - 1736)
- Karl Ferdinand (1736 - 1759)
- Franz Hugo (1759 - 1771)
- Franz Fidel (1771 - 1804)

## Conti di Königsegg-Rothenfels (dopo la mediatizzazione)
- Johann Nepomuk Gebhard (1790-1867)
- Alexandr
- Fidel Joseph (1851-1927)
- Ladislaus Johann (1874-1930)
- Maximilian Hugo (1916-1997)
- Johann Sigmund (1945-2007)

...